# Trizocarcinus
Trizocarcinus is een geslacht van kreeftachtigen uit de klasse van de Malacostraca (hogere kreeftachtigen).

## Soorten
- Trizocarcinus dentatus (Rathbun, 1894)
- Trizocarcinus tacitus Chace, 1940